# Кузнецкий округ (Сибирский край)
Кузнецкий округ — административно-территориальная единица Сибирского края, существовавшая в 1925—1930 годах.
Кузнецкий округ был образован 9 декабря 1925 года из Кузнецкого и Щегловского уездов Томской губернии. Центром округа был назначен город Ленинск-Кузнецкий. 14 июня 1926 центр был перенесён в город Щегловск. Округ был разделён на 11 районов:
- Бачатский район. Центр — село Бачаты
- Кемеровский район. Центр — село Кемерово[1]
- Кондомский район. Центр — село Кондома
- Крапивинский район. Центр — село Крапивино
- Краснинский район. Центр — село Красное
- Кузнецкий район. Центр — город Кузнецк
- Ленинский район. Центр — село Ленино
- Прокопьевский район. Центр — село Прокопьевка[2]
- Топкинский район. Центр — село Топки[3]
- Усть-Сосновский район. Центр — село Усть-Сосновское
- Щегловский район. Центр — город Щегловск

12 апреля 1926 из Кондомского и части Кузнецкого районов образован Горно-Шорский национальный район с центром в улусе Мыски.
В начале 1930 Усть-Сосновский район был присоединён к Топкинскому, а Кемеровский — к Щегловскому.
30 июля 1930 Кузнецкий округ, как и большинство остальных округов СССР, был упразднён. Его районы отошли в прямое подчинение Западно-Сибирского края.
Население округа в 1926 году составляло 404,7 тыс. человек. Из них русские — 81,8 %; чуваши — 3,7 %; мордва — 3,5 %; украинцы — 3,2 %; шорцы — 3,1 %; татары — 1,1 %; белорусы — 1,0 %.